# Silver Pony
Silver Pony è un album della cantante  jazz Cassandra Wilson pubblicato nel 2010 ed ha raggiunto la sesta posizione nella Jazz Albums.

## Tracce
1. Lover Come Back To Me – 06:51 (O. Hammerstein II, S. Romberg)
2. Went Down to St. James infirmary  –  07:12
3. A night in Seville – 03:00 (C. Wilson, R. Veal, H. Riley, J. Batiste, M. Sewell, L. Babalola)
4. Beneath a silver moon – 06:39 (C. Wilson, R. Veal, H. Riley, J. Batiste, M. Sewell, L. Babalola)
5. Saddle up my pony – 09:32 (C.Patton)
6. If it's magic - 04:34  (Stevie Wonder)
7. Forty days and forty nights - 04:58  (Bernard Roth)
8. Silver pony – 00:37  (C. Wilson, R. Veal, M. Sewell, H, Riley, J. Batiste, L. Babalola)
9. A day in the life of a fool – 07:36  (L. Bonfà, C. Sigman)
10. Blackbird – 06:41  (John Lennon, Paul McCartney)
11. Watch the sunrise – 03:32  (J.Stephens, L. Laird, S. Dale Jones)

## Formazione
- Cassandra Wilson – voce
- Marvin Sewell – chitarra elettrica e acustica
- Reginald Veal  – basso acustico ed elettrico
- Herlin Riley – batteria
- Jonathan Batiste  – pianoforte, Fender Rhodes
- Lekan Babalola  – percussioni
- Ravi Coltrane  – sassofono tenore (brano 4)
- Helen Gillet  – violoncello e viola (brano 11)
- John Legend  – voce (brano 11) e pianoforte (brano 11)
- Luke Laird  – chitarra (brano 11)
- Brandon Ross  – chitarra acustica (brano 11)